# Good Gracious!
Good Gracious! è un album di Lou Donaldson, pubblicato dalla Blue Note Records nel 1963. Il disco fu registrato il 24 gennaio del 1963 al Rudy Van Gelder Studio di Englewood Cliffs, New Jersey (Stati Uniti).

## Tracce
Lato A
1. Bad John – 8:16 (Lou Donaldson)
2. The Holy Ghost – 8:36 (Lou Donaldson)
3. Cherry – 5:15 (Don Redman)

Lato B
1. Caracas – 7:17 (Lou Donaldson)
2. Good Gracious – 6:50 (Lou Donaldson)
3. Don't Worry 'Bout Me – 5:32 (Rube Bloom, Ted Koehler)

## Musicisti
Lou Donaldson Quartet
- Lou Donaldson - sassofono alto
- John Patton - organo
- Grant Green - chitarra
- Ben Dixon - batteria